# 芦立さやか
芦立 さやか（あしだて さやか、1982年 - ）は、日本のアートプロデューサー。

## 概要
1982年、北海道生まれ。
武蔵野美術大学造形学部芸術文化学科卒業。卒業後、BankART1929で勤務。東山アーティスツ・プレースメント・サービス実行委員会（HAPS）事務局長（京都市/2011-2018）、沖縄県文化振興会プログラムオフィサー（那覇市/2018-2020）等を経て、2021年3月より秋田市文化創造館管理部に勤務。
2022年より秋田市文化創造館ディレクター。